# NGC 6424
NGC 6424 ist eine 14,1 mag helle linsenförmige Galaxie vom Hubble-Typ E-S0 im Sternbild Drache.
Sie wurde am 5. August 1885 von Lewis A. Swift entdeckt.